# Сатасп
Сата́сп (др.-греч. Σατάσπης) — по свидетельству Геродота, персидский царевич V века до н. э., совершивший около 470 года до н. э. плавание вдоль северного и западного побережья Африки. Оригинал имени реконструируется как древнеиранское *Satāspa — «имеющий сто (или сотни) лошадей». Частью исследователей рассказ о его путешествии признаётся малодостоверным.

## Свидетельство Геродота

Ойкумена V века до н. э. в представлении Геродота

Сын некоего Теаспия (др.-греч. Τεάσπιος), из царского рода Ахеменидов. «Оскорбил насилием» девушку, дочь Зопира, сына Мегабиза, за что царь Ксеркс I хотел его распять. Однако мать Сатаспа, сестра Дария I, упросила царя помиловать сына, пообещав наказать его ещё более сурово, чем это сделал бы сам Ксеркс, а именно отправить в полное опасностей плавание вокруг «Ливии» (то есть Африки). Сатасп прибыл в Египет, снарядил корабль с египетскими корабельщиками и отплыл к Геракловым столпам. Выйдя в Атлантику, он обогнул мыс Солоент (отождествляется с мысом Кантен или мысом Гир в современном Марокко), взял курс на юг и плыл много месяцев, «но путь был бесконечен», поэтому мореплаватель повернул назад. Вернувшись к царю, Сатасп рассказал следующее: очень далеко в Ливии им пришлось плыть мимо земли низкорослых людей в одежде из пальмовых листьев. Всякий раз, когда мореходы приставали к берегу, жители покидали свои селения и убегали в горы. Тогда Сатасп и его спутники входили в селения, но не причиняли никому вреда, а только угоняли скот. Завершить же путешествие они не смогли, потому что корабль натолкнулся на мель. Ксеркс не поверил в правдивость этого рассказа и приказал, как и собирался ранее, распять Сатаспа, на этот раз за невыполнение царского приказа. После казни Сатаспа один его евнух бежал с огромными сокровищами господина на Самос, но там лишился их.

## Гипотезы и оценки
«Ираника» признаёт повествование Геродота «несомненно основанным на исторических фактах», хотя и с оговоркой о возможной недостоверности тех или иных деталей.
Напротив, Р. Хенниг считает плавание Сатаспа невероятным (по крайней мере в том виде, как оно изложено у «отца истории»), выдвигая в качестве основного контраргумента блокаду Гибралтарского пролива карфагенянами, которая была установлена ещё за 50 лет до правления Ксеркса I. Нарушение запрета, по свидетельству Страбона, каралось смертью. Маловероятно, полагает Хенниг, чтобы неискушённый в мореплавании перс прошёл блокированный пролив, да ещё не один, а два раза — туда и обратно. Даже если допустить, что карфагеняне, у которых при Ксерксе I могущественная Персидская держава пользовалась большим престижем, сделали исключение для корабля Сатаспа, едва ли он мог проплыть так далеко — до Экваториальной Африки, места обитания пигмеев, отождествляемых с «низкорослыми людьми» из рассказа царевича.
Сомнения вызывает не только сам факт плавания, но и конкретные детали рассказа Сатаспа в передаче Геродота. Так, если принять упоминаемых в рассказе царевича «низкорослых людей» за пигмеев, которые в настоящее время обитают только в глубине леса и (на атлантическом побережье) не севернее южной части Камеруна, непонятно, как их могли видеть с палубы корабля. Впрочем, 2500 лет назад расселение пигмеев могло быть иным, а карфагенянам — вероятным информаторам Сатаспа — быть кое-что известно о них. Ещё менее достоверной выглядит причина неудачного исхода плавания. Действительным или мнимым препятствием для дальнейшего продвижения могли быть отмели, скопления саргассовых водорослей, продолжительные неблагоприятные ветры и морские течения. Но ни одно из этих препятствий не подходит для рассматриваемого случая. Отмелью, встретившейся на пути Сатаспа, могла быть только песчаная банка у мыса Буждур, а большие скопления саргассовых водорослей встречаются у побережья современного Марокко. Но в этом случае плавание должно было закончиться задолго до возможной встречи с пигмеями. Если же Сатасп дошёл до Гвинейского залива, то там он не мог встретить никаких препятствий, которые задержали бы его корабль вплоть до мыса Доброй Надежды. По мнению Хеннига, Сатасп едва ли покинул пределы Средиземного моря. Более вероятно, что он в течение нескольких месяцев кружил по морским просторам и затем вернулся домой с выдуманным отчётом, детали которого были взяты из карфагенских рассказов.
Л. А. Ельницкий отмечает сходство истории Сатаспа с периплом Ганнона, что наводит на мысль о её карфагенском происхождении. Также высказывается предположение о том, что этот сюжет мог возникнуть в среде тех ионийских греков, которые в VI веке до н. э. бороздили воды Западного Средиземноморья и заплывали в Тартесс, находившийся по ту сторону Геракловых столпов.